# Fransfontein
Fransfontein is een nederzetting in de Kunenestreek in Namibië. De plaats telt ruim 1000 inwoners en is gelegen in de Fransfonteinbergen.

## Ligging
Fransfontein ligt in een vallei in de Fransfonteinbergen, een kalkzandsteengebergte dat zich over een afstand van ongeveer 200 km in oost-west richting tot Outjo uitstrekt. Ongeveer 15 km ten zuidwesten van Fransfontein ligt de stad Khorixas. 
De omgeving kent een warm steppeklimaat (code BSh) dat echter grenst aan een woestijnklimaat. De jaarlijkse neerslag bedraagt 230 mm. De natste maanden zijn januari t/m maart met 45-65 mm per maand. In juni, juli en augustus valt normaal geen regen.
De bewoners bestaan uit vertegenwoordigers van de Damara, de Nama en de Herero, waarbij ook vermenging plaatsvindt.

## Geschiedenis

##### Duitse koloniale tijd
De Swartbooi Nama kwamen hier in 1887. Ze waren afkomstig uit Zuid- en Centraal Namibië, waar ze zich rond 1840 in Rehoboth vestigden nadat ze in contact waren gekomen met zendelingen aldaar. Het Rijnlands Zendingsgenootschap werkte vanaf 1842 in Rehoboth. Ze verlieten Rehoboth omstreeks 1865 omdat ze zich bedreigd voelden door de Orlam-Afrikaners onder leiding van Jan Jonker Afrikaner. Na omzwervingen en tijdelijke woonplaatsen elders, kwamen ze in 1887 in Fransfontein terecht. Ze vroegen aan het zendingsgenootschap om een "leraar". Het genootschap stuurde in 1891 Riechmann erheen. Deze beschreef later dat er in de omgeving van Fransfontein in die tijd "Bergdamara" woonden, jager-verzamelaars en herders. Dezen trokken daarna naar Tsumamas, 25 km naar het oosten, wellicht door de komst van de Nama. Fransfontein werd in 1905 tot een reservaat voor de Nama en Damara verklaard. In diezelfde tijd kwam ook de komst van Duitse kolonisten op gang, die tussen Outjo en Fransfontein land kochten. Ze werden aangetrokken door de goede grondkwaliteit en voldoende permanent stromende bronnen. Veel oorspronkelijke bewoners gingen werken voor de nieuwe landeigenaren.

##### Onder Zuid-Afrikaans bestuur
Het bestuur over Namibië was na de Eerste Wereldoorlog in handen van Zuid-Afrika gekomen, dat de vestiging van Europese kolonisten steunde.
Bantoe-sprekende Ovambo en Ovaherero die in en rond het Ovambo Reserve Otjeru woonden, zagen zich vanaf circa 1930 dan ook geconfronteerd met de komst van kolonisten die landbouwgronden verkregen in hun woongebied.  In 1938 moesten de Ovambo hun gebied verlaten; hun leider verzocht Petrus Swartboois, het hoofd van de Fransfontein Reserve Board, om woongelegenheid in het Reservaat. Omdat ze als relatief rijk werden gezien, waren ze welkom. Swartboois verzocht aan de koloniale autoriteiten om uitbreiding van het grondgebied van het reservaat om deze mensen op te kunnen nemen, wat werd gehonoreerd. De leider van deze Bantoe-sprekenden kreeg een plaats in de Reserve Board om de nieuwkomers te vertegenwoordigen. Daarmee werd Fransfontein nog multi-etnischer dan het al was. 
Met deze verhuizing kwamen 76 mensen, 400 stuks vee en 2000 stuks kleinvee naar Fransfontein. Omdat in de jaren 1936-1939 er ook toestroom van andere plaatsen naar Fransfontein was, groeide in die jaren het aantal inwoners van 188 naar 377. Het aantal stuks grootvee nam toe van 270 naar 1130 stuks en de hoeveelheid kleinvee van 2890 naar 8830 stuks.
In 1964 trad het Plan Odendaal in werking waarbij thuislanden werden gecreëerd voor etnische groepen. Fransfontein werd deel van "Damaraland" waardoor nog een aantal Damara van elders zich hier vestigden.

##### Tegenwoordig
In 1989 kwam er een eind aan het Zuid-Afrikaans bestuur en daarmee ook aan het thuisland. Begin 21e eeuw bestaat de bevolking van Fransfontein uit ongeveer 700 volwassenen en 400 kinderen.
Tussen de verschillende bevolkingsgroepen vinden relatief veel onderlinge huwelijken plaats, mogelijk omdat de totale omvang van de gemeenschap beperkt is. Circa de helft van de (echt)paren is van gemengde samenstelling.